# نوئه‌وا اکیجا
نوئه‌وا اکیجا (Nueva Ecija) یکی از استان‌های کشور فیلیپین است. این استان در مرکز این کشور قرار گرفته است و بخشی از جزیره لوزون است که در شمال این کشور قرار گرفته است.
مرکز این استان شهر پالایان است. جمعیت آن بیش از یک میلیون و ششصد و پنجاه هزار نفر است. مساحت این استان کمتر از پنج هزار و سیصد کیلومتر مربع است .